# Brant Bjork
Pour les articles homonymes, voir Björk (homonymie).
 (août 2015).
Si vous disposez d'ouvrages ou d'articles de référence ou si vous connaissez des sites web de qualité traitant du thème abordé ici, merci de compléter l'article en donnant les références utiles à sa vérifiabilité et en les liant à la section « Notes et références ».
Brant Bjork est un musicien batteur, chanteur, guitariste et producteur américain né le 19 mars 1973 à Palm Desert en Californie. Il représente avec ses amis John Garcia (chant) et Josh Homme (guitare) l'origine et l'explosion américaine du stoner rock (ou desert rock) en tant que batteur du groupe Kyuss, dont il est l'un des membres fondateurs.

## Biographie et carrière musicale

### Enfance / Début de carrière
Brant Bjork est né le 19 mars 1973 à Palm Desert en Californie. Très tôt, à l'âge de 13 ans il commence à s'intéresser de très près à la musique, essentiellement au rock. Il pratique régulièrement la batterie et est un fervent guitariste. Un peu plus tard, il fait la rencontre de John Garcia, Josh Homme ainsi que Chris Cockrell (qui sera plus tard remplacé par Nick Oliveri), ce qui va être décisif dans le tournant de sa carrière. Tous quatre forment alors à la fin des années 1980 le groupe Katzenjammer, qui sera renommé en 1989  Sons of Kyuss (ce nom tire ses origines d'une créature dans le jeu de rôle Donjons et Dragons), d'ailleurs leur tout premier album porte ce nom, pour finalement être simplement abrégé en Kyuss. Le groupe se produit essentiellement dans le sud de la Californie, souvent lors de fêtes organisées en plein désert, appelées des "generator parties" par rapport à l'utilisation de groupes électrogènes servant à l'alimentation électrique des instruments, amplificateurs et autres jeux de lumières. Les membres du groupe déménagent à Los Angeles en 1990 et signent chez Chameleon Records après 13 représentations dans la grande ville. L'album Wretch (considéré par beaucoup comme le premier album du groupe) sort en 1991 sur le label Dali Records. Par la suite, le groupe signera sur le même label qui a vu l'essor des The Doors : Elektra Records. Kyuss est aujourd'hui considéré comme une des principales références des groupes de stoner rock au monde. Kyuss a bénéficié d'un coup de pouce de Dave Grohl, ce qui leur permettra d'obtenir une place de choix sur la tournée 1993 de Metallica. Cependant, malgré le succès incontesté de la bande de Palm Desert, Bjork annonce son départ après la sortie en 1994 de leur quatrième album intitulé Welcome to Sky Valley, en citant que ce n'était plus assez amusant. Celui-ci cède donc sa place à Alfredo Hernández.
« J'ai brûlé... Je buvais et fumais trop, j'étais un jeune de 18 ans qui jouait dans ce groupe dingue et je n'avais aucune idée de ce que je faisais. J'ai juste eu la chance d'avoir été assez intelligent pour réaliser que je devais arrêter avant que ça ne me tue. »

### L'après Kyuss
Un des aspects majeurs du jeu de Brant Bjork est une énorme frappe de cymbale massive qui plane sur un riff lourd. "Cela vient probablement du fait de grandir dans le garage", dit-il. "Je n'ai jamais été le meilleur batteur, d'ailleurs, je n'ai jamais été techniquement très bon, j'ai appris à jouer seul et je voulais juste être entendu et faire beaucoup de bruit".
Bjork a toujours rempli un rôle plus important que celui de batteur, il est un fervent joueur de guitare et de basse, et il a écrit quelques-unes des chansons les plus mémorables de Kyuss telles que “Green Machine”, "Gardenia", mais aussi "50 Million Year Trip (Downside Up)". Il a également contribué à l'écriture de chansons pour le groupe Fu Manchu et produit leur premier album en 1994, No One Rides for Free (il rejoindra le groupe en tant que batteur en 1997 pour l'album The Action is Go - un rôle qu'il a continué à remplir jusqu'à son départ, avant leur tournée de 2002 pour l'album California Crossing).
Il a également enregistré plusieurs albums solo dont le psychédélique et mélancolique, Jalamanta (sorti sous le label Man's Ruin Records en 1999, puis réédité en 2003, 2006 et 2009 pour les 10 ans de l'album sous son propre label, Duna Records), Brant Bjork & the Operators (2002), Keep Your Cool (2003) et Local Angel (2004), les trois derniers étant sorti sur son propre label.
"Je n'ai jamais dit: Je veux être le batteur. J'aimais la musique et je voulais faire des disques... J'étais presque écouté comme producteur, avant même que je sache ce que ce mot voulait dire. Le punk rock a permis à un gamin comme moi ayant peu confiance en lui de s'impliquer dans la musique et de commencer la scène. J'ai choisi la batterie tout simplement parce qu'elle ressemble à l'instrument le plus passionnant, mais j'ai également été amené à jouer de la guitare et de la basse et puis composer. C'était pour moi en quelque sorte un très grand défi, ayant été pris dans le rôle stéréotypé du batteur, le gars avec la Backbeat qui est assis à l'arrière et tient le rythme, je voulais donc aussi prendre des responsabilités dans le processus d'écriture de la musique et des paroles. Il y avais des choses que je voulais absolument exprimer".
Quand on lui parle de sa façon de jouer, la manière dont son jeu s'est développé, Bjork répond avec autodérision : "Je n'ai jamais été un batteur studieux, j'étais surtout intéressé pour jouer de grandes chansons. Ne nous leurrons pas : le jeu commence et se termine avec des chants. Si vous ne savez pas écrire de grandes chansons, gros problème... Je regardais la façon dont Josh grattait sa guitare et la manière qu'il avait de passer d'une corde à l'autre et je me suis dis, je vais juste rouler avec lui. C'était juste une sorte de chose naturelle".
En ce qui concerne son équipement, il dit :
«Je n'ai pas vraiment de tout venant, je ne suis pas très bon dans ce département. J'ai joué avec des batteries Ludwig toute ma vie. Ironiquement, je viens de recevoir aujourd'hui un nouveau kit que je vais essayer pour le nouvel enregistrement de Fu Manchu, et si je le trouve bon, je pars en tournée avec lui ! C'est une caisse claire Fibes. J'ai acheté des Vistalite Ludwig il y a de ça quelques années, et je les ai utilisées sur l'enregistrement de l'album Brant Bjork & the Operators. Elles sont belles, et j'aime le son Vistalite. Mais mes Ludwigs sont de 1975, et je ne voulais pas les prendre sur la route".

### Brant Bjork

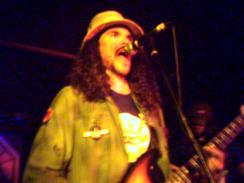
Brant Bjork en concert à Exeter, 19 juin 2006

En octobre 2003, Brant Bjork entame une tournée en Europe portant le nom de "Brant Bjork & The Bros" durant laquelle Il a été soutenu par Dylan Roche à la basse, Michael Peffer à la batterie, et Mike Pygmie à la guitare. Pygmie a quitté le groupe après la tournée et a été remplacé par Scott Cortez pour continuer la tournée aux États-Unis et en Europe courant 2004. C'est en 2005 que Bjork et ses compères entrent en studio pour enregistrer ce qui deviendra son cinquième album, Saved by Magic. Celui-ci sort le 1er août 2005. Le style de musique est un mélange de Jalamanta, et Sounds of Liberation. Brant Bjork & The Bros ont ouvert pour des groupes comme Danko Jones et le pionniers du surf rock Dick Dale.
"Ne vous méprenez pas... Nous sommes un vrai groupe. Musicalement parlant, The Bros (en parlant de ses compagnons de tournée et d'enregistrement) apporte énormément. C'est psychédélique, c'est dur, c'est beau et classique. Le futur c'est maintenant, et Brant Bjork & The Bros sont là". Brant Bjork
En 2006 est sorti le film "expérimentale" Sabbia, une BO visuelle réalisé par la réalisatrice Kate McCabe dont la bande son complète a été enregistrée par Brant Bjork. Sabbia expose ce qu'est la vie à Joshua Tree, l'expérience du stoner rock au travers des paysages du désert de Mojave. Brant déclare que la motivation de Sabbia était avant toute chose de montrer la scène du désert rock au plus grand nombre de personnes possible qui n'ont pas pu en faire l'expérience par eux-mêmes.
Au même moment, un nouveau DVD live et 3 nouveaux enregistrements studio sont en route, l'un avec "The Bros" et les deux autres seul. Le premier album solo, intitulé Tres Dias a été publié le 27 février 2007, suivi par l'album Somera Sól, le 8 mai 2007. Le 25 septembre 2007, "The Native Tongue", une chanson de Tres Dias, a été présentée sur une compilation Poison Tree Records intitulé Road to Nowhere. En 2007, le label Duna Records disparait pour devenir Low Desert Punk Recordings. Brant déclare que le label était devenu pour lui une bête exigeant trop de temps et d'énergie. Le premier album du nouveau label s'intitule Punk Rock Guilt, et sort le 13 mai 2008. Cet album était déjà connu sous le titre provisoire de "New Jersey Sessions"  enregistrés en 2005.
Au cours de la tournée Anglaise "The Bros" de 2008 le show du 22 novembre à Glasgow au Barfly a été annulé et reporté à Newcastle Upon Tyne au The End Bar.
Leur première tournée en Nouvelle-Zélande débute en 2009, à la fin mars. Le show de Dunedin au petit café Arc où le groupe avait déjà joué a été cité par Brant comme "le deuxième meilleur spectacle". Une tournée  complète de l'Australie a suivi celle-ci.
En novembre 2009, le surnom « The Bros » est abandonné et tous les billets de concert sont vendus comme « Brant Bjork ».

## Discographie

### Albums Solo
- Brant Bjork - Jalamanta (11 octobre 1999)
- Brant Bjork & the Operators (30 avril 2002)
- Brant Bjork - Keep Your Cool (21 octobre 2003)
- Brant Bjork - Local Angel (10 août 2004)
- Brant Bjork - Tres Dias (27 février 2007)
- Brant Bjork - Punk Rock Guilt (13 mai 2008)
- Brant Bjork - Gods & Goddesses (30 mars 2010)
- Brant Bjork - Tao of the Devil (30 september 2016)
- Brant Bjork - Mankind Woman (1er septembre 2018)
- Brant Bjork - Jacoozzi (5 avril 2019)
- Brant Bjork - BrantBjork (29 mai 2020)

### Albums avec "The Bros"
- Che - Sounds of Liberation (3 octobre 2000)
- Brant Bjork & The Bros - Saved by Magic (1er août 2005)
- Brant Bjork & The Bros - Somera Sól (8 mai 2007)

### Albums avec "Brant Bjork and the Low Desert Punk Band"
- Black Power Flower (3 octobre 2000)
- Brant Bjork & The Bros - Saved by Magic (1er août 2005)
- Brant Bjork & The Bros - Somera Sól (8 mai 2007)

### Albums avec "Stöner"
- Stöner - Stoner Rule (25 juin 2021)
- Stöner - Live In The Mojave Desert (Volume 4)(30 avril 2021)
- Stöner - Totally... (6 mai 2022)

### Album avec Kyuss
| Année | Titre                             | Notes                                                                                   |
| 1990  | Sons of Kyuss                     | Batterie                                                                                |
| 1991  | Wretch                            | Batterie, Compositeur, Parolier                                                         |
| 1992  | Blues for the Red Sun             | Batterie, Concept, Compositeur, Parolier                                                |
| 1994  | (Welcome to) Sky Valley           | Batterie, Compositeur, parolier, dernier album avec Kyuss, avant de rejoindre Fu Manchu |
| 2000  | Muchas Gracias: The Best of Kyuss | Batterie, Compositeur, Parolier                                                         |

### Avec Fu Manchu
| Année | Titre                 | Notes      |
| 1994  | No One Rides for Free | Producteur |
| 1997  | The Action Is Go      | Batterie   |
| 1998  | Jailbreak             | Batterie   |
| 1999  | Eatin' Dust           | Batterie   |
| 2000  | King of the Road      | Batterie   |
| 2001  | California Crossing   | Batterie   |

### Avec Mondo Generator
| Année | Titre                             | Notes                                                            |
| 2000  | Cocaine Rodeo                     | Batterie ("13th Floor", "Simple Exploding Man", "Cocaine Rodeo") |
| 2003  | A Drug Problem That Never Existed | Batterie                                                         |
| 2004  | Use Once and Destroy Me (DVD)     | Batterie                                                         |
| 2008  | Australian Tour EP 2008           | Batterie ("Unless I Can Kill", "Simple Exploding Man")           |

### Albums avec Vista Chino
- Peace (2013)

### Autres
| Année | Titre                                  | Notes                                                                       |
| 1995  | Balls For Days - Decon                 | Batterie (réalisé sur le label El Camino Records)                           |
| 1995  | Gossamer - Solarfeast                  | Producteur (réalisé sur le label El Camino Records)                         |
| 1996  | 7" Singles - Fatso Jetson              | Guitare ("Blueberries & Chrome", "Swollen Offering", "Accelerator General") |
| 1998  | Vols. 1&2 - Desert Sessions            | Batterie, Basse, Percussion                                                 |
| 1998  | Welcome to Meteor City - Meteor City   | Guitare Fatso Jetson song ("Procrastination Process")                       |
| 1999  | Vols. 5&6 - Desert Sessions            | Batterie                                                                    |
| 2003  | Auf Der Maur - Auf der Maur            | Batterie ("Followed The Waves", "My Foggy Notion")                          |
| 2005  | Demon Crossing - Yellow #5             | Batterie                                                                    |
| 2005  | Cowboy Coffee and Burned Knives - Hulk | Apparition dans "Seducer" (hidden track)                                    |
| 2006  | Sabbia Film - Kate McCabe              | Compositeur, Concept                                                        |
| 2006  | Extraterrestrial Highway - Ten East    | Basse                                                                       |